# موسى حديد
موسى حديد (13 مارس 1965 في رام الله –) مهندس فلسطيني شغل منصب رئيس بلدية رام الله بين عامي 2012 و2022 على فترتين. كما شغل منصب رئيس الاتحاد الفلسطيني للهيئات المحلية الفلسطينية لدورتين بين عامي 2012 و2023.

## النشأة والتحصيل العلمي
وُلد موسى حديد عام 1965 في مدينة رام الله. في عام 1993، تخرج من جامعة بيرزيت حيث حصل على درجة البكالوريوس في الهندسة المدنية.

## الحياة العملية
بدأت حياة حديد السياسية عندما انخرط في صفوف الحركة الطلابية أثناء سنوات دراسته في جامعة بيرزيت. ومع اندلاع الانتفاضة الفلسطينية الأولى اعتقله الاحتلال الإسرائيلي.

### المناصب
- بالإضافة إلى منصبه كرئيس بلدية رام الله  هو أيضا:
- رئيس الاتحاد الفلسطيني للهيئات المحلية [4]
- رئيس مجلس مصلحة مياه محافظة القدس [6]
- رئيس مشارك في منظمة UCLG-MEWA[7]
- عضو اللجنة الرئاسية العليا لمتابعة شؤون الكنائس في فلسطين.[8]
- عضو في صندوق تطوير وإقراض البلديات[9]
- نائب رئيس مجلس إدارة حديقة الاستقلال.[10]
- عضو مجلس إدارة متحف الشهيد ياسر عرفات [5]
- عضو مجلس إدارة متحف محمود درويش[11]
- عضو اللجنة الخاصة لدراسة تنظيم الوطن ضمن اقاليم تنموية[5]
- عضو اللجنة الرئاسية للسلم الأهلي.[5]
- أصبح في فبراير 2022 نائبًا لرئيس المجلس الوطني الفلسطيني.

### رئاسة بلدية رام الله
انتخابات الهيئات المحلية 2012
في أكتوبر 2012 جرت انتخابات الهيئات المحلية في الأراضي الفلسطينية، حيث ترشحت ثلاث كتل انتخابية لرئاسة بلدية رام الله كانت كتلة «أبناء البلد» يرأسها حديد، وحصلت على 8 مقاعد من أصل 15.
انتخابات الهيئات المحلية 2017
في مايو 2017 ترشح حديد مرة أخرى لخوض انتخابات الهيئات المحلية، إذ ترأس كتلة «أبناء البلد» وهي واحد من أصل أربع كتل متنافسة. فازت الكتلة أيضًا بثماني مقاعد من أصل 15 مقعدًا.